# 결혼의 꼼수
《결혼의 꼼수》는 2012년 4월 2일부터 2012년 5월 22일까지 방영된 tvN의 텔레비전 드라마이다.

## 등장인물
- 강혜정 : 유건희 역
- 이규한 : 이강재 역
- 이영은 : 유선희 역
- 이민우 : 서장원 역
- 차화연 : 소두련 역
- 윤주상 : 이학군 역
- 박민지 : 유민지 역
- 김원준 : 박수호 역
- 반세정 : 유민정 역
- 서재경 : 김순돌 역
- 김재득 : 박세원 역
- 박가원 : 하나 역
- 박정원 : 박창길 역
- 손정민 : 벨라 역
- 김동수 : 벨라 남편 역
- 김익태 : 박 이사 역
- 정승호 : 장덕팔 역
- 정하윤